# 台灣綠黨與其他政黨關係
台灣綠黨作為1996年就成立的歷史最悠久第三勢力政黨，雖然常被分類在泛綠陣營，但也常參與許多反對民主進步黨的社會運動，也常與與理念相近政黨組成聯盟或是聯合競選，本條目列出台灣綠黨與其他政黨的關係歷史。

## 民主進步黨

### 合作方面
因為黨名的關係，綠黨在台灣常被認為民主進步黨或泛綠陣營。事實上，早期因為黨外運動多數力量均持反對中國國民黨的立場，綠黨大老確實跟黨外運動頗有淵源。臺灣本土派人士亦多支持綠黨理念或對綠黨表示友善，譬如人權運動前輩黃文雄即曾撰文支持綠黨，以拓寬台灣的多元政治光譜。

#### 2010年代
2011年，民進黨在臺北市第七選舉區刻意未提名以禮讓綠黨提名人潘翰聲，民進黨臺北市議員積極幫忙潘翰聲跑行程及出席民進黨造勢場合。潘翰聲解釋，這是綠黨與民進黨因為臺北大巨蛋BOT案的議題理念相同而支持，並非全面性政黨合作。民進黨中央則指出，這次總統與立委選舉同時進行，民進黨除了希望透過和綠黨與無黨籍人士在立委選舉的合作來拉下國民黨提名人，也希望擴大民進黨總統大選的社會支持基礎。然而，潘翰聲與民進黨的合作關係，也造成了綠黨內部的路線爭辯。
2012年1月19日，綠黨發布《潘翰聲樂生捷運通車記者會事件之中評委調查報告》，宣布：「關於綠黨候選人潘翰聲原訂1月4日舉辦的『新莊捷運通車』記者會一案，經當事人潘翰聲說明後，綠黨中央評議會一致決議：依照本黨黨章第十九條給予潘翰聲警告，並解除潘翰聲擔任本黨政策部主任一職，即日起生效。」
2018年9月2日，綠黨Facebook專頁宣布：「綠黨作為一個少數黨，無論是在議會提案或議題推動，都無法迴避與大黨合作的問題；而我們雖然對民進黨的執政無法完全認同，但我們很清楚地知道兩黨沒有一樣爛，國民黨永遠不會是我們的合作對象。綠黨不是社運團體、綠黨是個政黨，而政黨的價值就在於選舉、在於進入體制改變台灣的政治現狀。作為一個第三勢力，罵人其實很簡單；但我們不能親痛仇快，讓黨國體制復辟。在綠黨沒有提出縣市首長候選人的狀況下，選擇支持比較好的人選是必然選擇。」2018年12月2日，左翼聯盟秘書長黃德北指出，綠黨在台灣第三勢力政黨之中比較接近歐洲的左翼綠黨，但2016年大選失利後許多優秀幹部淡出政治，現任領導人高度向民進黨靠攏、處處為民進黨的政策辯護。
2019年1月4日，綠黨共同召集人劉崇顯在臉書上表示力挺中華民國總統蔡英文，強調「民進黨不好，台灣不會好」，綠黨將公開支持蔡英文就兩岸關係的發言，並期待民進黨繼續堅守進步價值，綠黨所有黨公職也會公開聲援蔡英文。翌日，綠黨議員王浩宇於臉書表示，為捍衛台灣價值、並成為鄭文燦市長執政的助力，宣布加入民進黨桃園市議會黨團運作。王浩宇稱，綠黨在桃園市議會僅有1席，無法獨立組成黨團；他認為所有深信台灣價值的政黨都應該團結合作，因此決定於本屆議會加入民進黨團運作，希望能盡一己之力在議會中展現正面價值。
2020年中華民國總統選舉中，綠黨於2019年3月公布支持蔡英文競選連任。同時，綠黨在2020年中華民國立法委員選舉透過推出6人全國不分區及僑居國外國民立法委員選區名單（鄧惠文、高成炎、王浩宇、李菁琪、張佑輔及張竹芩），爭取進入立法院。2020年1月11日，綠黨在全國不分區及僑居國外國民選區中獲341,465票（2.4115%），在得票增長的情況下，仍未能取得任何立委席次。

### 批判方面

#### 2000年代
1. 2007年5月10日，綠黨秘書長潘翰聲在自己的部落格發表〈打著綠旗反綠旗〉抨擊，民進黨執政七年後「在經濟發展策略上幾乎全盤接受國民黨所遺留下來技術官僚的建議，竭澤而漁的開發意識形態並未因政黨輪替而改變，變本加厲到環保團體的場子踢館說要蓋蘇花高」，民進黨已經「退去環保與進步價值」，而第一次蘇貞昌內閣的「大投資計畫」正是「打著綠旗反綠旗」的代表作[10]。
2. 2007年8月15日，綠黨秘書長潘翰聲說，民進黨建黨時選用綠色為代表色是向德國綠黨取經的結果，但是民進黨已經不再是一個關心環境問題的政黨。潘翰聲指出，當年環境運動衝撞威權統治促成台灣解嚴的成果，後來卻被當時還是黨外的民進黨收割殆盡；民進黨隨著邁向執政之路而褪去當初綠色的核心價值，取而代之的是為工商企業服務的態度與台灣國族主義的動員；綠黨是以環境議題為主要訴求的政黨，因上列現象而常常被質疑「你會不會跟民進黨一樣」[11]。
3. 2007年12月5日，綠黨至民進黨中央黨部前抗議，綠黨秘書長潘翰聲說：「全世界綠色陣營已開除民進黨。」抗議民進黨不重視環保。高呼「民進黨不環保，台灣保不了」、「黑金民進黨，無能抗暖化」、「犧牲環境，討好財團」口號諷刺民進黨，並贈送民進黨一面以民進黨黨旗改造的「黑金黨旗」諷刺民進黨背離環保理念；綠黨提名的不分區立委候選人陳曼麗（時任綠黨召集人、台灣婦女團體全國聯合會理事長）遭民進黨揚言開除黨籍，陳曼麗回批「全世界的綠色陣營早就開除了民進黨」[12]。陳曼麗同時發表聲明抨擊民進黨：「民進黨這幾年已經沒有將環境保護放在優先的順位，對於地球暖化的威脅更沒有放在心上，承襲過去他所批評的黑金國民黨的短線成長，以生態環境與人民健康為代價，早就被全世界的綠色陣營開除了；而這次選舉民進黨連綠色都不願使用，現任環保立委也全都落在不分區安全名單之外，顯然是自絕於綠色陣營之外。在民進黨背離環保理念後，我已經未繳黨費，自非民進黨員。民進黨應該重新回到民間，傾聽綠色大地的聲音！」[13]
4. 2007年12月8日，綠黨國際事務部主任艾琳達以《中國時報》對尼加拉瓜桑地諾民族解放陣線政權的報導為楔子，抨擊民進黨執政後「絲毫未改地接收而且堅決執行」國民黨的「極右外交」路線；同時認為，台灣爭取民主與獨立的真正的朋友是拉丁美洲普通人民，而不是「國民黨歷來習慣花大錢收買的美國與其附庸國的極右派政客」[14]。
5. 2008年1月10日，綠黨秘書長潘翰聲出席立委選舉推薦連線記者會，批評國民黨與民進黨的不分區立委名單：「如同超市老賣過期商品，還要買嗎？」[15]
6. 2008年5月22日，綠黨創黨召集人高成炎說：2006年台北市議員選舉時，有泛藍群眾將1999年民進黨台北市議員顏聖冠向台北市議會報到後卻跑回美國唸書，「市議會之開會沒出席卻薪水照領」，因此被綠黨參選人陳光宇、彭渰雯領銜發動「罷免顏聖冠」連署行動一事在網路上舊事重提；顏聖冠除了對該網頁提告外，也要求綠黨將網站上之1999年相關新聞稿刪除，並在綠黨未予理會後控告陳光宇譭謗，因而造成2008年5月3日陳光宇入境即被逮捕；陳光宇被捕後，「吾等透過多重溝通管道要求顏議員撤除告訴」，顏聖冠卻要求綠黨先向她道歉並撤除網站上相關資料以換取她撤告，「我們認為，這是民進黨民代明明自己有錯、卻又硬拗的活生寫照；民進黨會丟掉政權，看來並不冤枉」[16]。
7. 2009年2月22日，綠黨的2009年臺北市第六選舉區立法委員缺額補選參選人溫炳原公開表示，綠黨屬於泛綠，卻還是願意站出來呼籲民進黨：「民間的價值不是用搶的，而是與民間站在一起時，千萬不要用來作政治鬥爭。」時任民進黨參選人周柏雅競選總部副主任委員的民進黨中常委羅文嘉宣布投票給溫炳原，遭民進黨其他中常委強烈抨擊[17]，溫炳原批評：「堅持理念的人，竟遭受宣稱『民主進步』的同黨同志攻訐；民進黨何有民主、何來進步？……想不到，羅文嘉在這次大安區立委補選所提『民進黨必須放大格局，與大眾在一起』，竟然因自己民進黨同志的失信而遭其他名亡實存派系的力量修理、想要將他趕出民進黨；民進黨的作法真是令人難以理解。」[18] 溫炳原諷刺：民進黨如果以為「光靠『民間國是會議』就能取得『民間』光環」，那是非常嚴重的道德瑕疵；「那我搞那麼久的社運，我會吐血而死。」[19]
8. 2009年3月9日，溫炳原接受中評社專訪時表示，民進黨無法與綠黨合作，他很釋然；但羅文嘉一席支持他的話，還是幫他拉了不少票。他認為，民進黨應該要多做一些符合核心價值的事，一直在「切不切割陳水扁」漩渦打轉不會使民進黨起死回生。[20]
9. 2009年3月27日，綠黨秘書長潘翰聲在自己的部落格發表〈民進黨難忘選票誘惑〉抨擊：「過去民進黨少數執政，總是以『席次不夠』作為『反核失敗』的托詞，實則利用核四停建復建作為政爭工具，後面六年鮮少敢勇於為自己的政策辯護，反而至今仍暗指環保運動團體無法提供足夠的社會支持；『政治實力無法完全實現理想』的陳腔濫調早就不為人所接受，竟還想向選民要求更多選票。……民進黨把整個政府資源用來推動本土化，不就是『少數執政也能推動理想』的明證嗎？嚴格來說，環境保護已不是民進黨的核心價值：1990至2007年，台灣溫室氣體排放量激增約一倍半，未來已通過環評或正在環評的開發案還要增加五成以上，這是國、民兩黨輪流執政無可迴避的共業。民進黨下野後，過去八年擺盪在選票與理想之間的衝突若不全面檢討，欲以包容的口號來增加選票、累積政治實力，根本是緣木求魚。……一個對選票患得患失的政黨，怎能爭取進步公民社會的支持呢？」[21]

#### 2010年代
1. 2011年12月22日，綠黨要求民進黨主席蔡英文回答5個問題：「為何非核要等到2025（年）？無法立即廢核的具體理由為何？」「以新竹科學園區擴大到桃竹苗這項政見為例，如何解釋這類建設政見與『調整產業政策，推動綠色經濟』的矛盾？」「是否將綠色運輸作為台灣交通政策的發展方向？如何解釋到處承諾開路的政見？」「如何讓在地經濟不再是全球化的附屬品？」「是否支持同教育在中小學的施行？如何處置性別歧視的黨籍政治人物？」但民進黨完全不予理會。[22]
2. 2013年11月4日，綠黨黨員王浩宇在臉書發文抨擊「民進黨真多敗類」[23]。
3. 2014年12月8日，綠黨共同召集人李根政說：「民進黨在公共政策上與國民黨一致性非常高，而且常常與公民社會的價值和主張對立。……或許有人仍然期待民進黨從擁抱財團大舉轉向；但從過去的中央執政到現在的地方施政的經驗，都告訴我們：與其相信民進黨，不如改變現行兩黨獨大的政治板塊，支持一個真正進步的第三政黨，在兩大黨不過半的國會中，利用關鍵少數，扮演好的槓桿，引導二黨不得不向真正進步的價值靠攏。」[24]
4. 2015年4月9日，綠黨批評，台灣過去16年來政黨輪替的經驗證明，國民黨與民進黨不論在朝或在野，執政者皆無法深得民心，在野者亦無法形成有效的監督力量，兩大黨的政治結構已一再證明無法為台灣政治形成良好的競爭關係；真正符合台灣人民利益與期待的第三勢力，既不會是民進黨的側翼，也不會是投機的新瓶舊政客，更不會是從現有的政商結構中長大的政二代；綠黨不會與民進黨就2016年區域立委選舉進行任何協商[25]。
5. 2016年1月16日，2016年中華民國立法委員選舉結果揭曉，綠黨社會民主黨聯盟不論在單一選區及不分區皆全軍覆沒；同日晚間，綠黨召集人李根政說，綠社盟確實得票不如預期，但不會停止參政，會強力監督新政府的施政，「就像2000～2008年，我們監督民進黨的力道也沒有鬆懈過……現在喊『國民黨不倒、台灣不會好』的人，很多人沒經歷過民進黨執政期間；我們跟他們（民進黨）近身肉搏了八年，（瞭解）民進黨財團化的問題非常嚴重，不會樂觀地以為蔡英文執政就可解決問題」，「一個擁有絕大多數人民支持、且台灣人民不忍心罵的政權，才是最可怕的」[26]。
6. 2016年5月19日，不滿2016年中華民國總統就職典禮彩排節目〈台灣民主進行曲〉安排臨時演員高舉標語重現社運抗爭場景，全國關廠工人連線等20餘個社運團體聚集在台北賓館前抗議，並演出行動劇表示社運被民進黨吃豆腐；綠黨秘書長許博任說，民進黨把人民血淚拿來慶祝就職典禮，不僅讓人感到痛心，更讓人覺得民進黨沒有血淚與同理心[27]。許博任還說，馬英九政府執政八年，如果民進黨是稱職的在野黨，人民就不用在街頭上流血、冒著被起訴的風險對抗馬英九政府；他同時抨擊蔡英文政府，「是什麼樣的執政者、什麼樣的領袖，會把人民的血淚及苦痛拿來慶賀自己的就職」[28]。
7. 2018年10月5日，行政院院長賴清德表示，如果行政院環境保護署通過台灣中油第三天然氣接收站興建案環境影響評估，天然氣發電能滿足電力需求，行政院會同意經濟部重新評估要不要興建深澳發電廠[29]。2018年11月23日，前綠黨召集人洪輝祥表示，大潭藻礁生態系七千五百年來守護台灣，未來還要哺育台灣無數的下一代；民進黨卻要摧毀大潭藻礁，是「毀棄台灣內涵的外來統治者」，這種政黨號稱「本土」，是對「本土」最大的侮辱[30]。

#### 2020年代
1. 2021年8月25日，黃春香家關注組、台灣人權促進會、新北市美麗華開發股份有限公司暨子公司企業工會、民間司法改革基金會、藻礁公投推動聯盟、台灣土地正義行動聯盟、全國傳播媒體產業工會、綠黨、時代力量、人民民主黨等二十多個團體在民進黨中央黨部前舉辦抗議行動，批評蔡英文政府上任以來，「我們卻看到：民進黨擺爛不修集遊惡法，變本加厲打壓人民抗爭，更無意落實保障人權的承諾」[31][32]。

1. 2022年6月22日，綠黨發文支持基隆市環保團體守護外木山行動小組發起的基隆護海公投。綠黨表示，台灣已宣示2050年淨零碳排，發電無碳化勢在必行；綠黨支持協和發電廠轉型為污染較低的發電廠，但反對第四天然氣接收站以填海造地方式破壞基隆海洋生態，「我們拒絕假藉能源轉型之名的破壞海洋行動」。綠黨表示，2032年第四天然氣接收站填海造地完工後僅能使用18年，卻造成海洋環境永難復原之災難，完全得不償失；基隆護海公投不是對抗蔡英文政府或林右昌市府，而是展現守護海洋決心的公民行動[33]。

## 時代力量

### 2015年
1. 2015年11月10日，時代力量宣布臺北市南港、內湖區立法委員參選人林少馳加入該黨，對上同選區的綠社盟參選人陳尚志；同日，綠社盟回應，時代力量率先破壞第三勢力各黨不在同選區相互競爭提名的默契[34]。

### 2018年
1. 2018年4月15日，綠黨召集人兼桃園市議員王浩宇指時代力量台北黨部專員林效先涉入毒品案，「若沒有這件事，我願意辭去議員、退出政壇」[35]。2019年4月8日，台北地檢署以無法證明毒品與林效先有關為由，裁定林效先不起訴處分[36][37]。

## 選舉結盟

### 與人民火大行動聯盟（2008年中華民國立法委員選舉）
在2008年中華民國立法委員選舉，綠黨與人民火大行動聯盟合組「紅綠聯盟」參選，以綠黨名義登記。

### 與社會民主黨共組「綠黨社會民主黨聯盟」（2016年中華民國立法委員選舉）
2015年8月31日，綠黨和社會民主黨共組參政聯盟「綠黨社會民主黨聯盟」，以便取得2016年中華民國立法委員選舉立委席次的當選門檻。綠社二黨在立法委員選舉後，將朝二黨合併為一個黨的方向進行。

### 與社會民主黨、樹黨、基進黨合作（2018年中華民國地方公職人員選舉）
2018年5月12日，綠黨與樹黨於新竹縣與新竹市成立「綠樹雙聯盟」，喊出「綠樹雙聯盟、新竹超實力」的口號，期待藉由議題合作跟區域結盟，能夠以大新竹的生活圈為基礎，共同推動實質監督、優質問政的代議政治新氣象。
2018年6月19日，前立委陳昭南偕同社會民主黨、綠黨、基進黨宣布成立「社會福利國家連線」聯合競選，因應2018年直轄市縣市議員選舉，並推出共同政見「三公一微」，分別是公共住宅、公共托育、公共運輸與微型企業獎勵。
2018年10月24日，社會民主黨、綠黨、樹黨、基進黨組成「無限可能大聯盟」，用無限的數學符號象徵無限可能，向社會大眾宣示「不買票、不收紅包、不包工程、不作人生攻擊」，秉持清新、正能量、陽光和希望的改革政理，要讓年輕人對政治燃起熱情，提倡「世代正義，庶民青年」，打一場翻轉世代的清白選戰。

### 與台灣團結聯盟合作（2022年中華民國地方公職人員選舉）
2022年7月19日，與台灣團結聯盟共同舉行「永續台灣顧人民　台聯綠黨共打拼」地方大選策略合作記者會，宣布兩黨將在2022年中華民國地方公職人員選舉採取聯合競選，讓資源與選票能最大化，策略聯盟具體做法包括同一選區不重複提名、出版共同政見文宣等，透過兩黨合作讓黨資源與選票最大化。